# Quartets milanesos (Mozart)
Els sis Quartets milanesos, K. 155-160, foren compostos per Wolfgang Amadeus Mozart durant el seu tercer viatge a Itàlia d'octubre 1772 a març 1773. El seu sobrenom es deu al fet que van ser compostos a Milà, mentre Mozart estava treballant en la seva òpera Lucio Silla.
Abans d'escriure aquesta sèrie de quartets, Mozart havia compost un primer quartet de corda (K. 80) l'any 1770; de manera que aquests quartets es numeren en general del núm. 2 al núm. 7. La sisena edició del Catàleg Köchel, publicat el 1964, va modificar els números de catàleg dels dos primers quartets i els identifica com a K. 134a i 134b, respectivament.
Els quartets estan compostos dins un disseny planificat de tonalitats: re-sol-do-fa-si♭-mi♭, seguint el cercle de quintes. Tots aquests quartets presenten només tres moviments. Quatre dels quartets (K. 156-159) tenen moviments lents en mode menor. Els moviments finals són generalment lleugers, i són minuets o rondós.

## Els sis quartets
- Quartet de corda núm.2 en re major, K. 155 (1772).
- Quartet de corda núm.3 en sol major, K. 156 (1772).
- Quartet de corda núm.4 en do major, K. 157 (1772).
- Quartet de corda núm.5 en fa major, K. 158 (1773).
- Quartet de corda núm.6 en si bemoll major, K. 159 (1773).
- Quartet de corda núm.7 en mi bemoll major, K. 160 (1773).